# Amalvígia

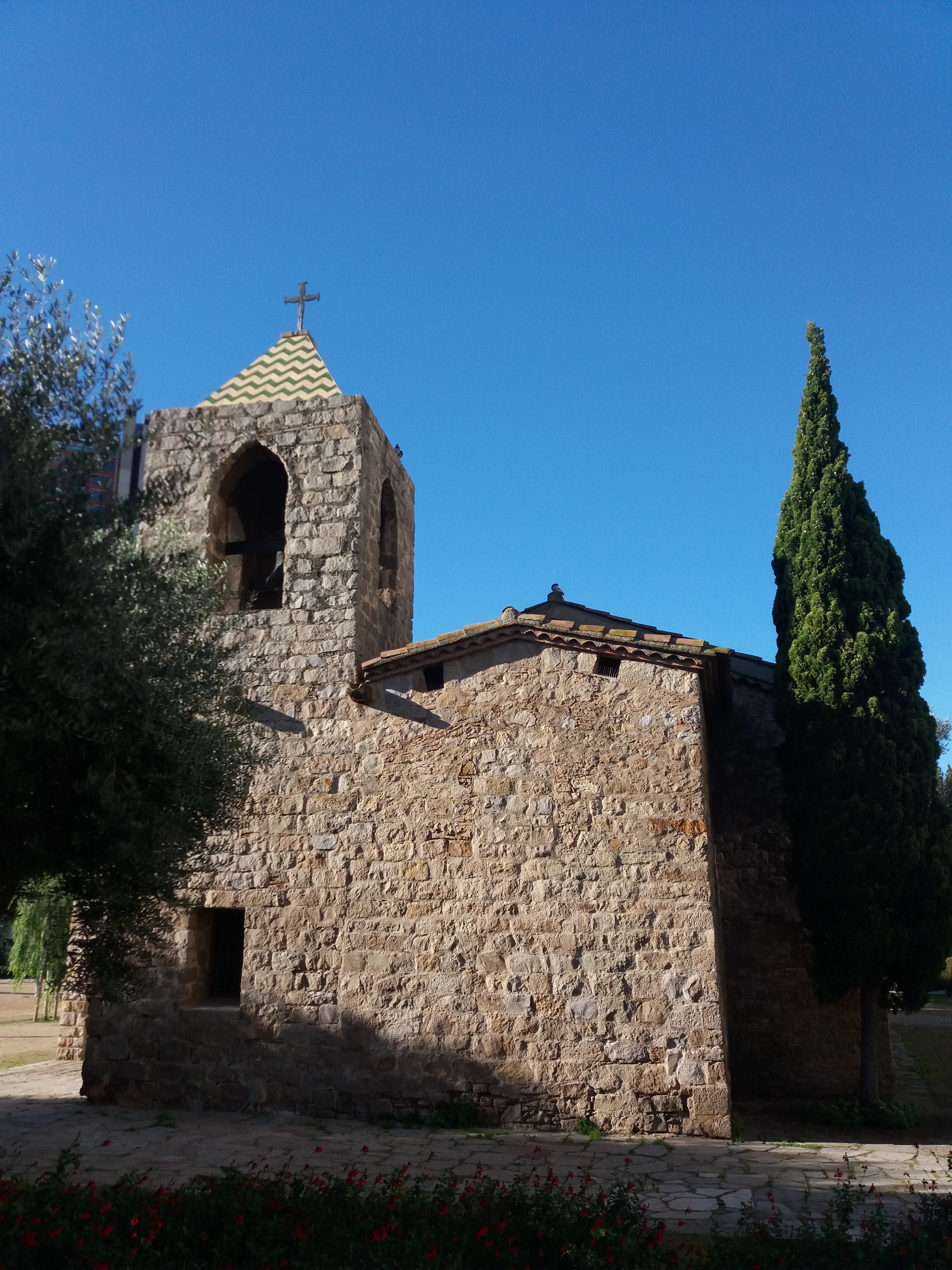
Ermita de Bellvitge actualment.

Amalvígia fou una propietària d'un rec a la Marina hospitalenca del segle X.

## Fonts

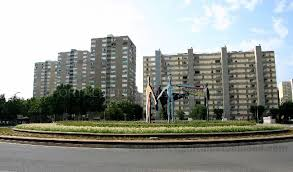
Plaça Amalvigia a la rotonda de la Travessia Industrial de l'Hospitalet.

## Visió dels investigadors
Jaume Codina, cita aquest document al primer capítol de: Els pagesos de Provençana: Segle X. El temps d'Amalvígia, explicant:
| « | Al 995 un dels terratinents damunt un antic braç de riu nomenat Llobregadell –o Llobregat menor– i progressivament convertit en estany, és una dona de nom Amalvígia. La seva possessió compren un reguer o desguàs, que perdurarà més que la propietària i en prolongarà el record. | » |

Josep Morán de l'Institut d'Estudis Catalans (IEC) destaca la importància de la propietat, apuntant que l'Amalvígia devia ser la colonitzadora del lloc i ens explica els orígens d'aquest nom:
| « | Bellvitge: Amalvígia és un nom femení d'origen gòtic compost originàriament dels elements amals 'valenta' i weig 'lluita' | » |

Montserrat Pagés també ressalta que, pel temps que el seu nom perdura, la dona hi devia tenir una gran consideració:
| « | Aquesta dona, Amalvígia, com a posseïdora del lloc, hi devia haver fet obres prou importants com perquè hom conegués l'indret amb el seu nom i hom el donés també al rec que hi passava (Pagés i Paretas, M. 1992. Art romànic i feudalisme al Baix Llobregat). | » |

Pierre Bonnassie menciona aquest nom en parlar de la irrigació en l'anàlisi de l'evolució econòmica entre el 950 i el 1020 a l'obra Catalunya mil anys enrere:
| « | Al pla de Barcelona hom efectua els treballs més importants: allà, a partir dels cursos inferiors del Besós i del Llobregat, es construí un complex extremadament ramificat de canals i de fossats d'escolament que assegura la irrigació completa de les terres de Provençals i de Sant Adrià de Besòs, a l'est, de Sant Vicenç dels Horts, de Sant Boi de Llobregat i de Banyols a l'oest. L'obra realitzada abans de 1020 és d'una amplitud astoradora, i no deixa de fer pensar en les sistemazioni que comencen a ésser practicades, a la mateixa època, als rius de la plana llombarda. Encara no és el moment en què empreses semblants seran assumides pels poders públics: la menció més antiga del rec comtal que portarà les aigües del Besòs a les portes de Barcelona, és del 1075. Vers l'any 1000 són encara els usuaris els qui efectuen el treball a llur compte, com una tal Amalvígia, que deixa el seu nom a un dels regarios de Banyols i com un tal Goltred, que al 1003, compra aigües de reg per dur-les al seu hort. Amb tot, la tasca a fer sobrepassa molt sovint les forces d'un individu o d'una família. Els pagesos s'agrupen aleshores –com a Itàlia- en condomae, en vicinae per dur-la a terme. | » |

La conseqüència d'aquesta irrigació és l'incipient naixement de "l'hort i el vinyet” o de l'hort mediterrani i la conseqüent dieta, la que afegeix fruites i hortalisses al cereal i al vi. En tot cas, aquesta relació amb el Nord d'Itàlia, la necessària cooperació per posar en marxa i gaudir d'uns bens comuns o la manera amb la qual la comtessa Ermessenda de Carcassona (972-1057), dicta la venda d'aigua entre uns pobles que aconsegueixen posar-se d'acord és d'una bellesa i d'una importància tal que ha de ser recordat.
| « | Us venem aquesta aigua perquè hi regueu i hi nodriu els vostres arbres i els vostres horts, els vostres conreus de lli i de cànem, els vostres camps sembrats i totes les vostres plantacions de vinya i d'arbres fruiters, sigui quina vulgui l'espècie, així com totes menes de llegums i de cereals que cultiveu, i perquè la conduïu i la dirigiu, tot al llarg i ample vers tots els llocs on us semblarà necessari i on exigiran les vostres necessitats. | » |

La canalització de l'aigua i el seu aprofitament remet a comunitats d'agricultors portadors de nous cultius i de millores en les tècniques, potser comunitats mossàrabs, però també gent que creuava Europa buscant mitjans de vida.

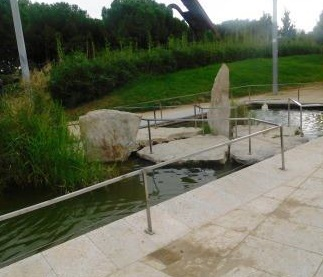
Bassa d'aigües freàtiques del Parc de Bellvitge

## Amalvígia: origen del nom deBellvitge?
La història de les dones de Banyols (la Marina de l'Hospitalet) comença amb l'Amalvígia, un nom gens freqüent als documents dels segles x i xi d'una història que s'hauria iniciat molt abans, potser al 920, quan trobem la signatura d'una Amalvígia al costat d'un tal Udulard donant un molí a Cervelló al monestir de Sant Cugat.
Udulard, el seu germà Ermenard (així es diu el vescomte de Barcelona d'aquella època) i l'Amalvígia se'ns presenten com a facilitadors d'una repoblació que es consolidava amb els monestirs, però que necessàriament contava amb les persones que posen en marxa les obres hidràuliques necessàries per al cultiu i la pastura, com va fer Savilo, una altra dona emprenedora de la frontera a Eramprunyà.
Mn. Josep Mas consigna aquestes fets recollits a la documentació del monestir de Sant Cugat d'aquesta manera:
| « | Trobant-se Ermenardus i Udulard, fills d'Udulardus, al castell de Subirats tractant de la misericòrdia de Déu i de la restauració de l'església succeí que hi anà Deodat, abat del asceteri de Sant Cugat i los demanà per ajudar el monestir per poder conrear el que tenen al riu Anoia. Atenent la súplica de l'abat li donaren lloc prop del riu Anoia i del riu Bitlles, on hi ha edificada l'església de Santa Maria, St. Pere i St. Joan comanant-li que lo abat i monjos preguen per ells i per Sunyer, comte i marqués, son senyor i per sa esposa. Lo que donaren comença a Llevant pel torrent de la Font “Avellano”, a on una riba és blanca i l'altre roja i va fins al riu Anoia. Confronta a Ponent amb lo torrent i amb lo Sanniliare al Nord pel riu Anoia i al Sud pel torrent a on la via va per tot. Lo que és a l'altra part del riu, o sia lo regario confronta a Llevant amb lo riu Anoia, a Ponent amb la serra o puig on hi ha monuments antics prop de la vila Antiga i al Nord i al Sud amb les Comes per on passa l'aigua de la pluja”. | » |

Tres anys després, el 920, Udulard dona a S. Cugat un molí amb les seves pertinències al terme del castell de Cervelló. Al seu costat signa Amalvigia, que deu ser la seva esposa.
En 1057, sent Comte de Barcelona Ramon Berenguer I, els esposos Gomar i Otula venen als esposos Borrell Guimerà i Orutia, per trenta unces d'or, el mas de Malvige amb les seves propietats, entre les quals, una església.

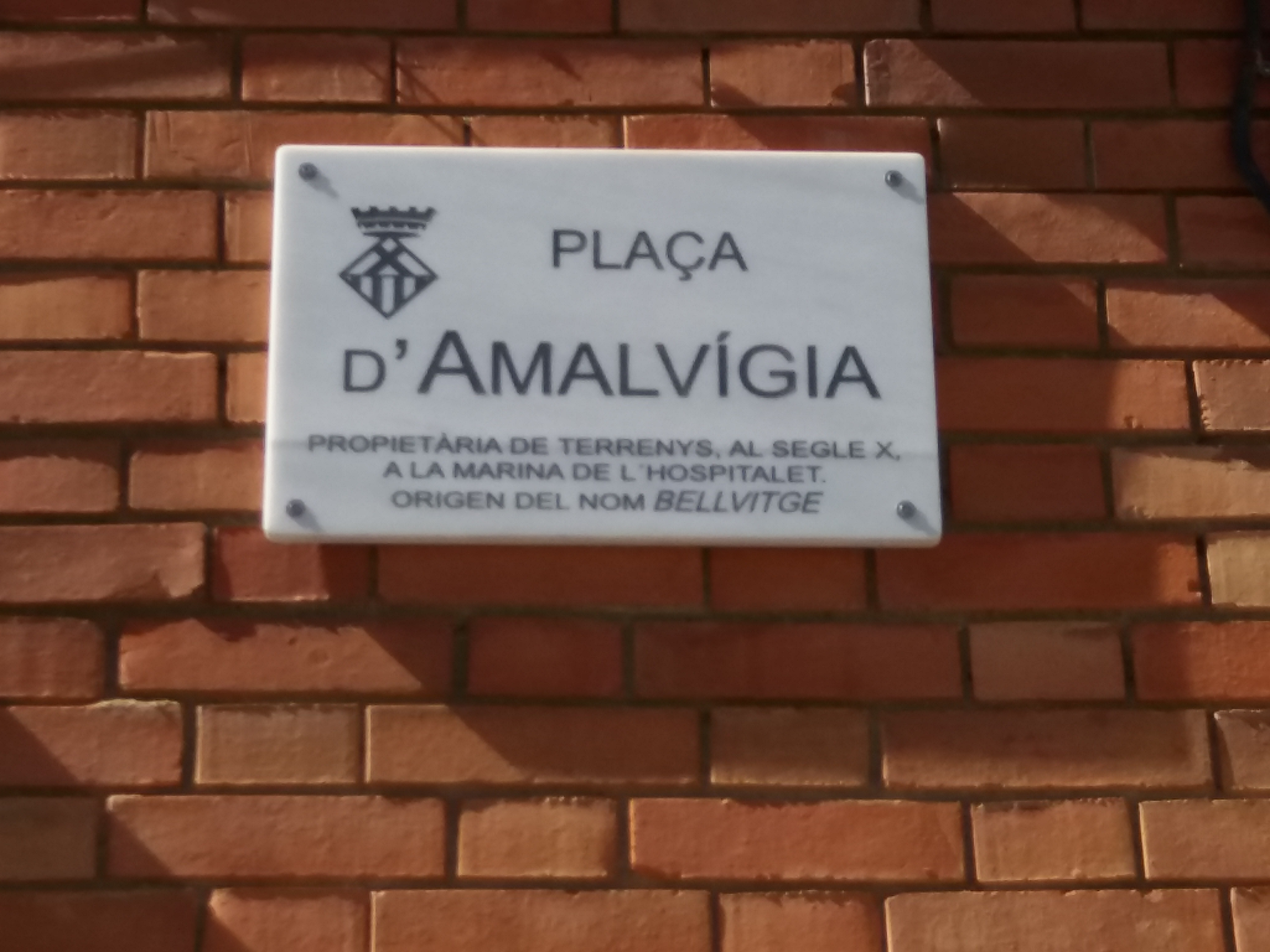
Placa commemorativa de la dona del "Amalvígia" a la Plaça del mateix nom de l'Hospitalet de Llobregat

Hom pensa que el nom d'Amalvígia es transformà, per derivació fonètica, en Malvige i que aquest topónim es va canviar a "Benvige", "Belvige" i, finalment "Bellvitge" per a fer-ho més apte a l'ús espiritual de la capella que és citada al segle xiii, com "Santa Maria de Benvige".
Però el nom d'Amalvigia és recordat en diverses ocasions fins al segle xiii, mentre que el nom de Malvige, només és mencionat un cop més, en 1179, el que indica que hauria estat un canvi casual que no va tenir la transcendència del nom d'Amalvigia, encara present quan es comença a anomenar "Benvige" o "Belvige" que donarà lloc a Bellvitge.
Joan Amades diu que Nostra Senyora de "Bellvitja" era venerada per uns mariners i que aquests van fer bastir la capella ja que la que tenien al carrer Hospital de Barcelona se'ls hi havia quedat petita. En aquest carrer i en el de l'Espaseria de Barcelona s'invocava a Nostra Sra. de Bellvitja.

## Entitat "Amalvígia Grup de Dones de Bellvitge"

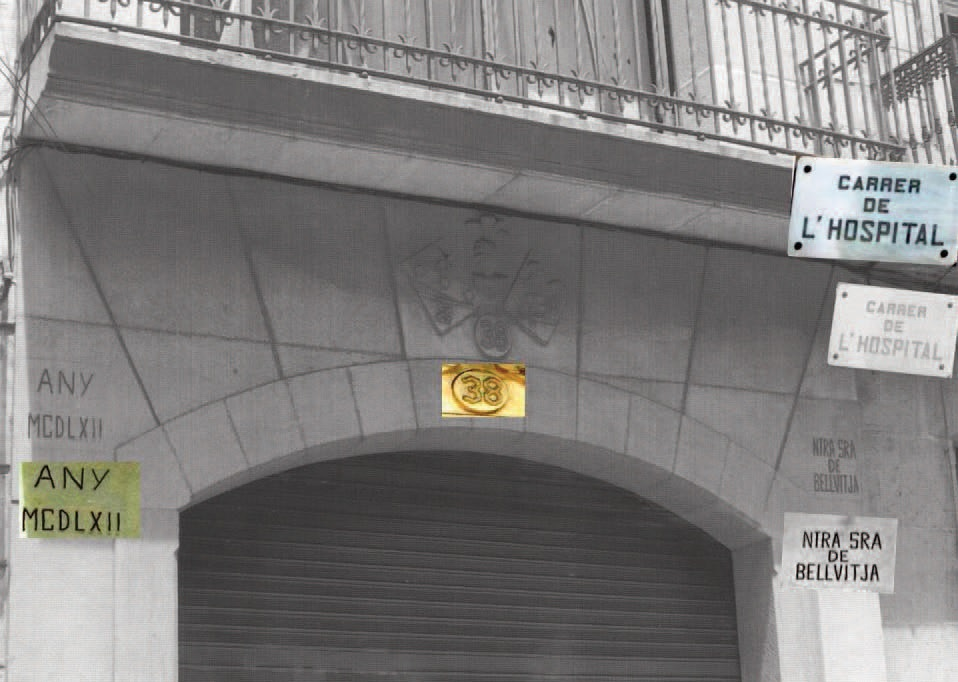
C/ Hospital de Barcelona. Placa de l'any 1462 on es recorda a Nostra Senyora de "Bellvitja".

Com a mostra de reconeixement a la figura d'Amalvígia al barri de Bellvitge de l'Hospitalet es va crear l'entitat "Amalvígia Grup de Dones de Bellvitge", que s'autodefineix com "una entitat feminista en construcció que té com a objectiu prioritari l’enfortiment del paper de la dona al nostre barri i al món, per tal d’assegurar la nostra llibertat en tots els àmbits de la vida." . Aquesta és una de les moltes entitats de dones i feministes de l'Hospitalet de Llobregat
Aquesta entitat reconeix l'origen del seu nom en la dona que fou propietària de part dels terrenys on actualment es troba el barri hospitalenc de Bellvitge.